# Matti Klinge
Matti Klinge, född 31 augusti 1936 i Helsingfors, död 5 mars 2023, var en finländsk professor, historieforskare och kulturdebattör. Han var gästprofessor vid Sorbonneuniversitetet i Paris 1970–1972 och innehavare av den svenskspråkiga professuren i historia vid Helsingfors universitet 1975–2001.
Klinge var hedersdoktor vid Uppsala universitet och Greifswalds universitet.

## Karriären
Klinge har främst ägnat sig åt nyare finländsk idéhistoria och finländsk nationell identitet, där han riktat uppmärksamhet på de politiska och ideologiska motiven bakom konstruktionen av en nationell identitet. Klinge blev en nordisk pionjär på området. Många av hans essäer från 1970-talet förebådade Eric Hobsbawms tes om "the invention of tradition", som fick allmän spridning först på 1980-talet.
Bland Klinges arbeten märks studentkårshistoriken Studenter och idéer (1969–78), Finlands blåvita färger (1988), en presentation av Finlands nationella symboler i historisk och jämförande belysning, och Östersjövälden (1984), där han anlade ett nytt geografiskt perspektiv på Finlands fornhistoria. Klinge har i många av sina arbeten förnyat uppfattningarna om 1800-talets historia i Finland, i relation till Sverige och särskilt Ryssland. Klinge skrev huvuddelen av Helsingfors universitets historia 1640–1990, i tre band (1988–91). Sitt intresse för 1800-talets finländska portalfigurer har utmynnat i böcker om bl.a. Runeberg och Topelius. Den ytterst produktive och som popularisator samt kulturdebattör framstående Klinge har vidare publicerat bl.a. bandet "Kejsartiden" i serien Finlands historia (1996) och ett antal essä- samt dagboksvolymer. Inom hans rika produktion finns även ett stort antal arbeten som utkommit enbart på finska, men av hans böcker har många översatts, bl.a. introduktionen Blick på Finlands historia till 17 språk. Klinge har även skrivit bandet "Idealism och industri" i Bonniers världshistoria, 14 (1985). Han var huvudredaktör för Finlands nationalbiografi, Suomen kansallisbiografia, som utkommit i tio band.
Hans frågeställningar är präglade av ett internationellt jämförande perspektiv och han vänder sig ofta mot den finsk-nationella historieforskningens paradigm och överbetoning av arkivaliska källor. Hans tolkningar har därför inte alltid fått stå oemotsagda. Hans översiktsverk från 1996 väckte debatt i Finland, och hans fasthållande vid sin syn på Finlands ställning i Ryssland väckte stark irritation bland lekmän medan professionella historiker till en början inte var benägna att reagera. Våren 1999 publicerade journalisten Mårten Ringbom en bok där han betecknade Klinges tolkning av förryskningspolitiken i Finland kring 1900 som orättvist kallsinnig mot dem som vågade försvara en separat finsk administration och lagstiftning. Klinge tog endast marginellt del i den stormiga debatten som Ringbom föranledde i Hufvudstadsbladet. Efter att den rikssvenske historieprofessorn Torkel Jansson hade skrivit en recension av Ringboms bok fick diskussionen en mera behärskad prägel. Jansson pekade på bristerna i Ringboms föråldrade argument, men gav honom rätt i att Klinge hade betraktat den politiska krisen alltför mycket ur rysk synvinkel.